# Albert Coppé
Albert Coppé   (Bruges, 26 de novembre de 1911 - Tervuren, 30 de març de 1999) fou un polític i professor universitari belga que fou membre de la Comissió Europea entre 1967 i 1973.

## Biografia
Va néixer el 26 de novembre de 1911 a la ciutat de Bruges, població situada a la província de Flandes Occidental. Va estudiar economia a la Universitat Catòlica de Lovaina, en la qual es va graduar el 1940 i en fou professor entre 1941 i 1982.
Va morir el 30 de març de 1999 a la seva residència de Tervuren, població situada a la província de Brabant Flamenc

## Activitat política
Membre del Christen-Democratisch en Vlaams (CD&V), l'any 1946 fou nomenat Ministre d'Obres Públiques, Economia i Reconstrucció, càrrec que va desenvolupar fins al 1952. Aquell any abandonà la política nacional per esdevenir vicepresident de l'Comunitat Europea del Carbó i de l'Acer (CECA), esdevenint l'1 de maig de 1967 el seu president de forma interina durant dos mesos. Des d'aquest càrrec encaminà la fusió d'aquest organisme amb la Comunitat Europea de l'Energia Atòmica (EURATOM) i la Comunitat Econòmica Europea (CEE) tal com va marcar el Tractat de fusió de les Comunitats Europees.
El juliol de 1967 fou nomenat membre de la Comissió Rey, esdevenint Comissari Europeu de Pressupostos, Crèdits i Inversions i Premsa i Informació. En la formació de la Comissió Malfatti fou nomenat Comissari Europeu de Treball i Assumptes Socials, Transport i Pressupostos, càrrecs que va mantenir en la Comissió Mansholt.